# نیوتن فلاتمن
نیوتن فلاتمن (به انگلیسی: Newton Flotman) یک روستا و محله مدنی در بریتانیا است که در South Norfolk واقع شده‌است. نیوتن فلاتمن ۴٫۸۷ کیلومتر مربع مساحت و ۱٬۴۸۹ نفر جمعیت دارد.